# Авняш
Авня́ш (рос. Авняш, башк. Әүнәш) — присілок (колишнє селище) у складі Абзеліловського району Башкортостану, Росія. Входить до складу Янгільської сільської ради.
До 10 вересня 2010 року називався присілок 2-го отділення Янгільського совхоза.
Населення — 399 осіб (2010; 378 в 2002).
Національний склад:
- башкири — 81%